# Ра (Звёздные врата)
Ра (англ. Ra) — вымышленный инопланетный персонаж из вселенной «Звёздных врат», являвшийся главой Совета Системных Владык и главным антагонистом в фильме «Звездные врата». Верховный Системный Владыка гоаул’дов. Происходит с планеты P3X-888.
Ра связан с богом Солнца Ра в древнеегипетской мифологии. Ра является одним из главных героев фильма «Звёздные врата» и часто упоминается в сериале «Звёздные врата: SG-1». Согласно сюжету сериала, Ра был мужем Хатор и отцом Херуура (Хора), что противоречит наиболее распространённой в древнеегипетской мифологии гелиопольской традиции, по которой Ра возглавляет священную эннеаду богов, а Хор и его супруга Хатхор приходятся ему праправнуками.

## Сюжет
Наиболее могущественный и влиятельный из гоа'улдов, Ра был первым представителем своего вида, появившимся на Земле и открывшим человеческую расу (Тау'ри).
Первыми воинами Ра были Горус и Анубис.
Когда 10 000 лет назад космический корабль Хеопс (корабль в форме пирамиды) приземлился в Северной Африке, местные жители в страхе разбежались от невиданного света и грохота, сопровождавших посадку корабля. Только один местный юноша приблизился на свою беду к странному внеземному гостю и поплатился за своё любопытство — Ра вселился в его тело. Поняв, что человеческое тело идеально подходит для гоа’улдских симбионтов из-за возможности членораздельной речи и использования орудий труда, а также быстро восстанавливается при помощи саркофага, Ра остался жить на понравившейся ему Земле, где его приближённый Имхотеп, являющийся в фильме одним из низших гоа’улдов, служащих Ра, воздвиг знаменитый комплекс египетских пирамид на плато Гиза. Провозгласив себя солярным божеством, он правил древними египтянами несколько тысячелетий, пока около 5 000 лет назад те не подняли восстание с помощью путешественников во времени и не свергли ложного бога, сделав возможным развитие собственной человеческой цивилизации.
За тысячелетия своего правления на планете Ра при помощи сети звёздных врат, расселил людей с Земли по всей галактике, используя их в качестве воинов и рабов. Для этой цели он привёз с собой одни из множества механизмов Звёздных Врат, будучи не в курсе о других Звёздных Вратах, оставленных на Тау’Ри расой Древних в Антарктике. Другие гоа'улды последовали его примеру, создав множество человеческих колоний и правя ими в качестве богов. Одной из планет, на которую была переселена часть древних египтян, был Абидос, где люди были заняты добычей минерала-наквады для Ра.
Превосходя всех остальных гоа’улдов своим разумом и властью, Ра уверенно удерживал власть над нестабильным объединением Системных владык. Тем не менее его верховенство признавалось остальными гоа’улдами лишь формально, и они не упускали возможности поколебать власть Ра. Особенно преуспел в этом плане брат и постоянный противник Ра Апофис (аналог гигантского змея Апопа из мифологии Древнего Египта), свергший брата и занявший его место Верховного Системного Владыки. Кроме того, Ра пришлось бороться с гоа’улдской царицей Эгерией, ставшей родоначальницей Ток'ра (Отрицающих Ра) — оппозиционной группы гоа’улдов, отрицающих паразитическое отношение к людям и противостоящих Ра и остальным Системным владыкам, ставшими для Тау’Ри и отряда SG-1 союзниками в борьбе с угрозой гоа’улдов.
После восстания на Земле Ра, удалившись на планету Абидос во избежание подобных инцидентов, запретил абидосианцам читать и писать. На Землю он уже не возвращался, так как местные звёздные врата были погребены под грудой камней и песка. Однако в 1928 археологическая экспедиция доктора Ленгфорда раскопала на плато Гиза звёздные врата, которые после долгих поисков ключа к разгадке секрета их работы удалось активировать в 1994 при помощи доктора Дэниела Джексона. Открыв туннель на Абидос, генерал Вест из Военно-воздушных сил США отправил по нему первую экспедицию, включавшую доктора Дэниела Джексона, полковника Джека О’Нилла, лейтенантов Чарльза Кавальского и Луи Ферретти, а также других военных.
Когда земляне прибыли на Абидос, им пришлось встретиться с Ра, наведавшимся на планету с целью сбора добытой местным населением наквады. Действуя по секретному поручению командования, Джек О’Нилл попытался взорвать на Абидосе ядерную бомбу, но Ра раскрыл намерения землян и опередил его. Перепрограммировав бомбу и усилив её мощность в сотню раз при помощи наквады, Ра принял решение отправить её обратно на Землю. Однако доктор Джексон уже раскрыл перед населением Абидоса настоящую сущность их «бога», и на планете началось восстание. При попытке Ра покинуть Абидос на своём космическом корабле-пирамиде, полковник О’Нилл перебросил бомбу с помощью кольцевого транспортера, через который можно было попасть на корабль из внешнего мира, и Ра погиб на своём ха’таке от ядерного взрыва.

## Интересные факты
- При съёмках фильма «Звёздные врата» оказалось, что антропоморфная маска, которую должен был надевать исполнитель роли Ра Джей Дэвидсон, слишком тяжела для актёра, поэтому в сценах, в которых Ра носит маску, Дэвидсона заменял каскадер[1].
- В фильме Ра назван последним живым представителем вымирающего вида, к тому же в финальных сценах, когда к нему на корабль пересылают ядерную бомбу, показан настоящий вид Ра, мало отличающийся от традиционного для кинофантастики гуманоида (типичного зелёного человечка из уфологических теорий). Это противоречит сериалу «Звёздные врата: SG-1», где гоа'улды, представителем которых является Ра, изображены как небольшие змеевидные паразиты, вступающие в симбиоз со своим носителем.
- В сериале «Звёздные врата: SG-1» истинный облик Ра, показанный перед взрывом ядерной бомбы, присущ расе Асгардов, представителей древней и невероятно технологичной расе союзников землян в борьбе с угрозой гоа’улдов.
- Идея добавить горящие глаза к образу Ра появилась только в самом конце работы над фильмом «Звёздные врата»[1].
- Возможно, Ра был единственным из своей расы, который мог ходить без тела (по фильму, его вхождение в тело землянина и показанная перед его гибелью настоящая внешность могут быть истолкованы как его появление в виде «чистой энергии»).